# Kasteel Ter Brugge
Het Kasteel Ter Brugge is een voormalig kasteel in de Vlaams-Brabantse plaats Zaventem, gelegen aan de Diegemstraat en de Lambroekstraat.

## Geschiedenis
Al in de 13e eeuw was sprake van een omgrachte waterburcht op deze plaats.
De heerlijkheid Ter Brugge werd in 1684 gekocht door Gaspard de Burbure, die heer was van Wezembeek. Het goed omvatte een buitenhuis (huis van plaisantie) en een slijpmolen op de Woluwe, die bekend stond als de Heilige Geestmolen. Aangezien Gaspard een functionaris was die het buskruit en het salpeter beheerde, liet hij de molen tot kruitmolen ombouwen. Vanaf omstreeks 1790 werd de molen benut als papiermolen, die de kern vormde van de in de 19e eeuw ontstane Papeteries de Saventhem.
In 1870 werd het goed gekocht door de industrieel Herman Quitmann, eigenaar van de Tannerie & Maroquinerie Belges, een leerlooierij. Deze liet het buitenhuis zodanig verbouwen dat het de allure van een kasteeltje kreeg. De gracht werd toen gedeeltelijk gedempt en omstreeks `1880 gedeeltelijk omgevormd tot een vijver.
In 1984 werd het kasteeltje gesloopt. Een deel van het park bleef bewaard.